# Zhuhai
Zhuhai (chiń. 珠海; pinyin Zhūhǎi) – miasto o statusie prefektury w chińskiej prowincji Guangdong, przy granicy z Makau.
Nazwa Zhuhai oznacza Morze Perłowe. Miasto posiada status specjalnej strefy ekonomicznej i jest częścią największej metropolii świata znanej jako Delta Rzeki Perłowej. Wiele wysp, popularny kierunek turystyczny. Ośrodek szkolnictwa wyższego oraz przemysłu elektronicznego, informatycznego, biotechnologii, farmaceutycznego, maszynowego, petrochemicznego. Morski port handlowy Jiuzhou i pasażerski, port rzeczny; międzynarodowy port lotniczy Zhuhai-Jinwan. W mieście co dwa lata począwszy od 1996 roku odbywają się największe w Chinach targi i pokazy lotnicze znana pod nazwą China International Aviation & Aerospace Exhibition. Od 2015 w Zhuhai rozgrywane jest WTA Elite Trophy – ostatni turniej w sezonie, w którym startują te tenisistki z czołowej dwudziestki, które nie zakwalifikowały się do WTA Finals. 22 Października 2018 oddano do użytku most łączący Zhuhai z Hongkongiem.

## Miasta partnerskie
- Vitória, Brazylia
- Portsmouth, Wielka Brytania
- Brunszwik, Niemcy
- Surrey, Kanada
- Castelo Branco, Portugalia
- Redwood City, Stany Zjednoczone
- Kupang, Indonezja
- Atami, Japonia
- Rio Branco, Brazylia
- Suwŏn, Korea Południowa
- Gdynia, Polska[3]